# Daniel Davidsson
Jan Johan Daniel Davidsson, född 17 mars 1983 i Motala, är en svensk före detta speedwayförare. Davidsson har kört för bland andra Piraterna, Masarna, Valsarna och  Rospiggarna. Han är bror till Jonas Davidsson.
Efter den aktiva karriären har Davidsson varit lagledare för Piraterna.